# الشمال
الشمال یک منطقهٔ مسکونی در قطر است که در الشمال (شهرداری) واقع شده‌است. الشمال ۴٫۹۱ کیلومتر مربع مساحت دارد.